# مدرنیته
(به فرانسوی: Modernité). به شکل کلی می‌توان منظور از مدرنیته را جامعهٔ مدرن دانست.

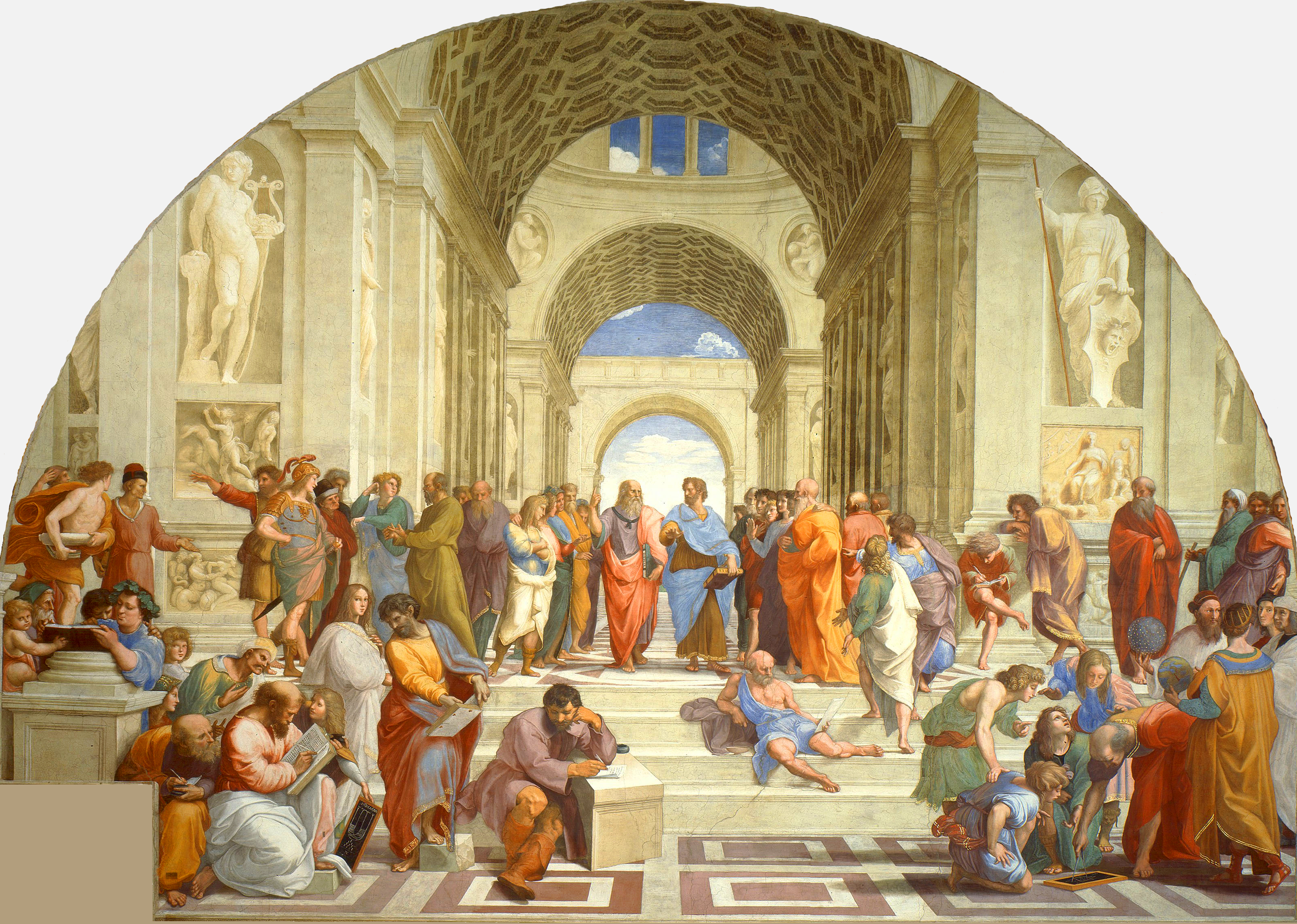
مفهوم مدرنیته که برای اولین بار در آغاز قرن نوزدهم تدوین شد، یکی از اولین خاستگاه‌های خود را در ارجاع به فلسفه باستان در دوران رنسانس، و به ویژه در سال‌های اول قرن شانزدهم، همزمان با دوران رنسانس می‌یابد. اومانیسم مدرسه آتن، نقاشی دیواری در واتیکان توسط رافائل بین ۱۵۰۸ و ۱۵۱۲.

از نظر تاریخی، دوران مدرن با دورهٔ رنسانس آغاز شده و با عصر روشنگری و انقلاب فرانسه و ایده‌آلیسم آلمانی به عنوان گفتار کلیدی غرب تحکیم می‌شود. از ویژگی‌های این دوران می‌توان به این موارد اشاره نمود:
- در این دوره فردیت اعتلا یافته و سنت نقد می‌شود.
- در این دوره فرد خودمختار با ظهور یا ظهور به شکل سوژهٔ دکارتی خود را ارباب و مالک طبیعت اعلام می‌کند و به مفهوم پیشرفت و بینش فعلی از تاریخ ارزش و بها می‌دهد.
- آگاهی فرد از فردیت خود
- جدایی دین از دولت
- تأکید بر آزادی‌های فردی
- افسون‌زدایی از جهان
- تأکید بر علم گالیله‌ای و نیوتونی همراه با انقلاب‌های علمی و صنعتی در غرب
- دوران عقل ابزاری - به معنای تسلط انسان بر طبیعت و انسان از طریق به‌کارگیری علم و فناوری
- عقل انتقادی - به معنای تأکید بر سوژهٔ خودمختار که شناسندهٔ خود و جهان است و بر آزادی‌های فردی خود تأکید می‌کند.

همچنین دوران مدرن در رویدادهای تاریخی چون انقلاب آمریکا و فرانسه و دو اعلامیهٔ استقلال آمریکا و اعلامیهٔ حقوق بشر و شهروند ۱۷۸۹ فرانسه تجلی می‌یابد.
می‌توان گفت که چهار معنای اصلی از مدرنیته وجود دارد:
1. مدرنیتهٔ سیاسی: که در قالب مفهوم مدرن از مردمسالاری و حقوق شهروندی شکل می‌گیرد.
2. مدرنیتهٔ علمی و فناورانه: که نتیجهٔ آن گسست معرفتی با کیهان‌شناسی ارسطویی، ایجاد علم جدید، انقلاب صنعتی و فناوری مدرن است.
3. مدرنیتهٔ زیبایی‌شناختی: که از رابطهٔ جدید انسان با زیبایی و مفهوم جدید ذوق و سلیقه نشأت می‌گیرد.
4. مدرنتیهٔ فلسفی: مدرنیته به معنای آگاهی سوژهٔ فردی از طبیعت و سرنوشت خود و قرار دادن این سوژه به منزلهٔ پایه و اساس تفکر و اندیشه.[۳]